# Coronel Fernanda
Rúbia Fernanda Díniz Robson Santos de Siqueira (Cuiabá, 13 de novembro de 1974), mais conhecida como Coronel Fernanda é uma policial militar e política brasileira, filiada ao Partido Liberal (PL), eleita para o cargo de Deputada Federal pelo Mato Grosso.

## Biografia
Coronel Fernanda começou sua carreira política em 2020, disputando a eleição suplementar pro senado, aonde apesar de ter perdido para o Senador: Carlos Fávaro (PSD), ganhou notoriedade por ser apoiada pelo então Presidente: Jair Bolsonaro (PL).
Em 2021, se filiou ao Partido Liberal, e em 2022 disputou as eleições para Deputada Federal, aonde se elegeu atingindo 60.304 votos.

## Controvérsias

### Impunidade a políticos acusados de assassinato
Em 10 de abril de 2024, a policial militar Rúbia Fernanda (PL-MT) foi um dos deputados federais que votou no plenário da Câmara dos Deputados em favor da soltura do deputado Chiquinho Brazão que é acusado pela Polícia Federal de ser mandante do assassinato da ex-vereadora carioca Marielle Franco e, também, de possuir vínculos com organizações criminosas milicianas do Rio de Janeiro.

## Desempenho eleitoral
| Ano  | Eleição                                  | Partido  | Candidata a      | Votos   | %      | Resultado  |       |
| ---- | ---------------------------------------- | -------- | ---------------- | ------- | ------ | ---------- | ----- |
| 2020 | Suplementar para senador por Mato Grosso | Patriota | Senadora         | 293.362 | 20,49% | Não eleita | [ 5 ] |
| 2022 | Estaduais em Mato Grosso                 | PL       | Deputada Federal | 60.304  | 3,48%  | Eleita     | [ 6 ] |